# Вальверде, Алехандро
Алеха́ндро Вальве́рде Бельмо́нте (исп. Alejandro Valverde Belmonte, род. 25 апреля 1980, Монтеагудо, Мурсия, Испания) — испанский профессиональный шоссейный велогонщик, выступающий за Movistar Team. В 2010—2011 годах отбывал двухлетнюю дисквалификацию.
Четырёхкратный победитель гонки Льеж — Бастонь — Льеж, чемпион UCI ProTour. Чемпион мира в шоссейной групповой гонке (2018). Обладатель серебряных медалей чемпионата мира в шоссейной групповой гонке (2003, 2005).

## Биография
Вальверде родился в семье велосипедиста-любителя. Его отец Хуан купил Алехандро велосипед, когда ему было всего 6 лет. Брат Алехандро Хуан Франсиско также был любителем. Первое участие Алехандро в гонке состоялось в Жумилии, неподалёку от Мурсии, где он финишировал вторым. На следующей неделе Вальверде одержал свою первою победу. К тому времени, как ему исполнилось 13 лет, Алехандро одержал уже более пятидесяти побед. В то время он и получил прозвище «Непобедимый» (El Imbatido, англ. The Unbeaten). У него три сына и две дочери: близнецы Иван и Алехандро (4 января 2008), Пабло (29 января 2010), Наталия (30 сентября 2014) и Алессандра (ноябрь 2020).
Осенью 2018 года в Мурсии (родном городе Вальверде) появилась улица в честь него — главная улица города, которая носила название Avenida de Alicante, теперь называется Avenida Alejandro Valverde .

## Достижения
- 2003 — победа на двух этапах и третье место в общем зачете «Вуэльты»; победа на этапе «Тура Страны Басков»; победа на «Класика Примавера»; победа на этапе «Тура Арагон»; 2-е место на чемпионате мира по шоссейным велогонкам.
- 2004 — победа на этапе и четвёртое место в общем зачете «Вуэльты»; победа на этапе «Тура Страны Басков»; победа на «Класика Примавера»; победа на этапе «Гран-при Мурсии»; победа 2 этапах и победа в общем зачете на «Гран-при Валенсии»; победа на 3 этапах и победа в общем зачете «Гран-при Бургос»; победа на 3 этапах гонки «Кастиллия/Леон».
- 2005 — победа на этапе «Тур де Франс»; победа на 2 этапах и общая победа на «Мальорка Челлендж»; победа на этапе и второе место в общем зачете «Париж — Ницца»; победа на 2 этапах «Тура Страны Басков».
- 2006 — победа на «Флеш Валонь»; победа на «Льеж — Бастонь — Льеж»; победа на 4-м этапе и победа в общем зачёте «Тура Романдии»; победа на 7-м этапе «Вуэльты».
- 2008 — победа на «Льеж — Бастонь — Льеж»; победа на двух этапах и в общем зачёте «Критериум Дофине»; победа на «Классике Сан-Себастьяна»; победа на этапе «Тур де Франс»; победа на этапе и пятое место в общем зачете «Вуэльты».
- 2009 — победа на «Класика Примавера»;  победа в общем зачёте «Критериум Дофине»; победа в общем зачете «Вуэльты».
- 2010 — победа на 5-м этапе «Тура Романдии»; третье место на «Льеж — Бастонь — Льеж».
- 2012 — победа на 17-м этапе «Тур де Франс»; победа на трёх этапах, победа в комбинированной классификации и классификации по очкам, второе место в общем зачете «Вуэльты»; победа на 3-м этапе «Париж-Ницца»;  победа на 2-м этапе и победа в общем зачёте «Вуэльта Андалусии».
- 2013 — победа в общем и очковом зачёте на «Вуэльта Андалусии».
- 2014 — чемпион Испании в гонке с раздельным стартом, победа в общем и очковом зачёте на Вуэльта Андалусии.
- 2015 — чемпион Испании в групповой гонке, победа очковом зачёте на Вуэльта Испании.
- 2016 — 4-я (и 3-я подряд) победа на «Флеш Валонь», а также в общем зачёте на «Вуэльта Кастилии и Леона» и «Вуэльта Андалусии».
- 2017 — 5-я победа в общем зачёте на «Вуэльта Андалусии» становится 100-й победой в его карьере [7][8].
- 2018 — победа на Чемпионате мира по шоссейному велоспорту, очередные победы на Вуэльтах «Валенсии» и «Каталонии», выигрыш Тура Абу-Даби.
- 2019 — чемпион Испании в групповой гонке, 2-е место на Вуэльта Испании.

## Результаты
2001
3-й Mediterranean Games Road Race
2002
7-й Circuito de Getxo
8-й Классика Альмерии
9-й Clásica Internacional de Alcobendas
2003
1-й Классика Примавера
1-й Prueba Villafranca de Ordizia
1-й Этап 3 Вуэльта Арагона
2-й UCI World Road Race Championships
3-й Вуэльта Испании
1-й Этапы 9 и 15
1-й  комбинированная классификация
3-й Вуэльта Андалусии
3-й Troféu Joaquim Ago-йinho
1-й Этапы 4a и 5
3-й Trofeo Mallorca
3-й Trofeo Luis Puig
5-й Тур Страны Басков
1-й Очковая классификация
1-й Этап 3
5-й Trofeo Calvia
8-й Trofeo Cala Bona-Cala Rajada
8-й Trofeo Manacor-Porto Cristo
2004
1-й Вуэльта Бургоса
1-й Этапы 1, 2 и 3
1-й Вуэльта Валенсии
1-й Этапы 2 и 3
1-й Вуэльта Мурсии
1-й Trofeo Cala Millor
1-й Классика Примавера
2-й Чемпионат Испании (групповая гонка)
2-й Trofeo Luis Puig
4-й Вуэльта Испании
1-й Этап 3
4-й Вуэльта Кастилии и Леона
1-й Этапы 3, 4 и 5
4-й Trofeo Calvia
6-й Чемпионат мира в групповой гонке
6-й Тур Страны Басков
1-й Очковая классификация
1-й Этап 1
10-й Гран-при Мигеля Индурайна
2005
1-й Trofeo Manacor
1-й Trofeo Soller
1-й Этап 10 Тур де Франс
Тур Страны Басков
1-й Этапы 3 и 4
2-й общий зачёт Чемпионат мира в групповой гонке
2-й общий зачёт Париж — Ницца
1-й молодёжная классификация
1-й Этап 7
2-й Гран-при Мигеля Индурайна
4-й Trofeo Calvia
10-й Trofeo Alcudia
2006
1-й UCI ProTour
1-й Флеш Валонь
1-й Льеж — Бастонь — Льеж
2-й Вуэльта Испании
1-й Этап 7
2-й Тур Страны Басков
1-й Очковая классификация
1-й Этап 1
3-й Тур Романдии
1-й Этап 4
3-й Чемпионат мира в групповой гонке
7-й Критериум Дофине
7-й Вуэльта Мурсии
1-й Этап 2
7-й Классика Альмерии
8-й Классика Сан-Себастьяна
2007
1-й Вуэльта Валенсии
1-й общий зачёт Вуэльта Мурсии
1-й Этап 4
2-й Чемпионат Испании (групповая гонка)
2-й общий зачёт Вуэльта Бургоса
1-й Этап 4(ITT)
2-й Льеж — Бастонь — Льеж
2-й Флеш Валонь
2-й Классика Примавера
2-й Clásica a los Puertos de Guadarrama
3-й Критериум Интернациональ
1-й  Очковая классификация
3-й Классика Сан-Себастьяна
3-й Гран-при Мигеля Индурайна
5-й Тур Страны Басков
6-й Тур де Франс
6-й Амстел Голд Рейс
8-й общий зачёт Clásica Internacional de Alcobendas
1-й Этап 3(ITT)
2008
1-й  Чемпионат Испании (групповая гонка)
1-й  Критериум Дофине
1-й  Очковая классификация
1-й Этапы 1 и 3(ITT)
1-й общий зачёт Вуэльта Мурсии
1-й Этап 4
1-й ПроТур UCI
1-й Льеж — Бастонь — Льеж
1-й Классика Сан-Себастьяна
1-й Paris–Camembert
2-й Классика Примавера
3-й Амстел Голд Рейс
5-й Вуэльта Испании
1-й Этап 2
7-й Критериум Интернациональ
9-й общий зачёт Тур де Франс
1-й Этапы 1 и 6
2009
1-й  Вуэльта Испании
1-й  комбинированная классификация
1-й  Вуэльта Каталонии
1-й Этап 3
1-й  Критериум Дофине
1-й  Вуэльта Бургоса
1-й Классика Примавера
2-й Вуэльта Мадрида
3-й Чемпионат Испании (групповая гонка)
4-й Тур Романдии
7-й Флеш Валонь
9-й Чемпионат мира в групповой гонке
9-й Вуэльта Кастилии и Леона
1-й Очковая классификация
1-й Горная классификация
1-й Комбинированная классификация
1-й Этапы 3 и 5
```
с 1 января 2010 года 

по 31 мая 2010 года
```

2010
1-й Тур Романдии
1-й Этап 5
1-й Тур Средиземноморья
2-й Париж — Ницца
2-й Тур Страны Басков
1-й  Очковая классификация
1-й Этапы 1 и 2
2-й Гран-при Мигеля Индурайна
3-й Льеж — Бастонь — Льеж
8-й Флеш Валонь
2012
1-й  Вуэльта Андалусии
1-й  Очковая классификация
1-й Этап 2
1-й Этап 17 Тур де Франс
2-й Вуэльта Испании
1-й Этапы 1(TTT), 3 и 8
1-й  Очковая классификация
1-й  Комбинированная классификация
2-й Тур Даун Андер
1-й Этап 5
2-й Классика Примавера
3-й  Чемпионат мира в групповой гонке
3-й Париж — Ницца
1-й Этап 3
9-й Тур Швейцарии
2013
1-й  Вуэльта Андалусии
1-й  Очковая классификация
1-й в Прологе(ITT) и Этап 3
1-й Trofeo Serra de Tramuntana
2-й Джиро ди Ломбардия
2-й Амстел Голд Рейс
2-й Классика Сан-Себастьяна
3-й  Чемпионат мира в групповой гонке
3-й Вуэльта Испании
1-й  очковая классификация
3-й Льеж — Бастонь — Льеж
3-й Вуэльта Мурсии
4-й Гран-при Мигеля Индурайна
6-й Милан — Турин
7-й Критериум Дофине
7-й Флеш Валонь
8-й Тур де Франс
9-й Тур Романдии
2014
1-й  Чемпионат Испании (индивидуальная гонка)
1-й Мировой тур UCI
1-й  Вуэльта Андалусии
1-й  Очковая классификация
1-й Комбинированная классификация
1-й в Прологе(ITT), Этапы 1 и 2
1-й Вуэльта Мурсии
1-й Roma Maxima
1-й Гран-при Мигеля Индурайна
1-й Флеш Валонь
1-й Классика Сан-Себастьяна
2-й Чемпионат Испании (групповая гонка)
2-й Рут-дю-Сюд
2-й Льеж — Бастонь — Льеж
2-й Джиро ди Ломбардия
3-й  Чемпионат мира в групповой гонке
3-й Вуэльта Испании
1-й Этапы 1(TTT) и 6
лидер  после на этапа 2, 6–8
лидер  после на этапа 15
лидер  после на этапа 6–17
3-й Страде Бьянке
4-й Тур де Франс
4-й Амстел Голд Рейс
5-й Тур Страны Басков
2015
1-й  Чемпионат Испании (групповая гонка)
1-й Мировой тур UCI
1-й Льеж — Бастонь — Льеж
1-й Флеш Валонь
1-й Trofeo Serra de Tramuntana
2-й Вуэльта Каталонии
1-й Этапы 2, 5 и 7
2-й Амстел Голд Рейс
2-й Trofeo Andratx-Mirador d'es Colomer
3-й Тур де Франс
3-й Тур Омана
3-й Классика Сан-Себастьяна
3-й Страде Бьянке
4-й Тур Дубая
4-й Джиро ди Ломбардия
5-й Чемпионат мира в групповой гонке
5-й Гран-при Мигеля Индурайна
6-й Вуэльта Риохи
7-й Вуэльта Испании
1-й  очковая классификация
1-й Этапе 4
7-й Тур Абу Даби
9-й Критериум Дофине
2016
1-й  Вуэльта Кастилии и Леона
1-й  Очковая классификация
1-й  Комбинированная классификация
1-й Этапы 2 и 3
1-й  Вуэльта Андалусии
1-й Этап 5
1-й Флеш Валонь
2-й Вуэльта Мурсии
3-й Чемпионат Испании (индивидуальная гонка)
3-й Джиро д'Италия
1-й Этап 16
3-й Классика Сан-Себастьяна
4-й Классика Примавера
5-й Trofeo Serra de Tramuntana
6-й Тур де Франс
6-й Джиро ди Ломбардия
8-й Trofeo Pollenca-Port de Andratx
10-й Страде Бьянке
Вуэльта Испании
лидер  после на этапеа 8
лидер  после на этапеа 10–19
2017
1-й  — Вуэльта Каталонии
1-й  Горная классификация
1-й Этапы 3, 5 и 7
1-й  — Тур Страны Басков
1-й  Очковая классификация
1-й Этап 5
1-й  Вуэльта Андалусии
1-й  Очковая классификация
1-й Этап 1
1-й Льеж — Бастонь — Льеж
1-й Флеш Валонь
1-й Вуэльта Мурсии
2-й Чемпионат мира в групповой гонке
2-й Trofeo Pollenca-Port de Andratx
7-й Мировой тур UCI
9-й Критериум Дофине
9-й Trofeo Serra de Tramuntana
2018
1-й  Чемпион мира в групповой гонке
1-й  Тур Абу Даби
1-й Этап 5
1-й  Вуэльта Валенсии
1-й Этапы 2 и 4
3-й Trofeo Serra de Tramuntana
4-й Trofeo Lloseta - Andratx
2019
2-й Тур ОАЭ
1-й Этап 3
2-й Вуэльта Валенсии
2-й Вуэльта Мурсии

## Статистика выступлений

### Гранд Туры
| Гранд-Тур00000 00000 000 | 2002 | 2003 | 2004 | 2005 | 2006 | 2007 | 2008 | 2009 | 2010 | 2011 | 2012 | 2013 | 2014 | 2015 | 2016 | 2017 | 2018 | 2019 |
| Джиро д'Италия           | —    | —    | —    | —    | —    | —    | —    | —    | —    | —    | —    | —    | —    | —    | —    | 3    | —    | —    |
| Тур де Франс             | —    | —    | —    | НФ   | НФ   | 6    | 9    | —    | —    | —    | 20   | 8    | 4    | 3    | 6    | НФ   | 14   | 9    |
| Вуэльта Испании          | НФ   | 3    | 4    | —    | 2    | —    | 5    | 1    | —    | —    | 2    | 3    | 3    | 7    | 12   | —    | 5    | 2    |

| —  | Не участвовал  |
| НФ | Не финишировал |

- Джиро д'Италия
  - Участие:1
    - 2016: 3; Победа на этапе 16

- Тур де Франс
  - Участие:11
    - 2005: сход на 13 этапе; Победа на этапе 10
    - 2006: сход на 3 этапе
    - 2007: 6
    - 2008: 8; Победа на этапах 1 и 6;  Майка лидера в течение 2-х дней
    - 2012: 20; Победа на этапе 17
    - 2013: 8
    - 2014: 4
    - 2015: 3
    - 2016: 6
    - 2017: сход на 1 этапе (сломал ногу при падении на мокром асфальте)
    - 2018: 14
    - 2019: 9

- Вуэльта Испании
  - Участие:11
    - 2002: сход на 15 этапе
    - 2003: 3;  Молодёжная классификация; Победа на этапах 9 и 15
    - 2004: 4; Победа на этапе 3
    - 2006: 2; Победа на этапе 7;  Майка лидера в течение 8-ми дней
    - 2008: 5; Победа на этапе 1;  Майка лидера в течение 1-го дня
    - 2009:  Победитель Генеральной классификации;  Комбинированная классификация;  Майка лидера в течение 13-ти дней
    - 2012: 2;  Очковая классификация;  Комбинированная классификация; Победа на этапах 1(ТТТ), 3 и 8;  Майка лидера в течение 1-го дня
    - 2013: 3;  Очковая классификация
    - 2014: 3; Победа на этапах 1(ТТТ) и 6;  Майка лидера в течение 4-х дней
    - 2015: 7;  Очковая классификация; Победа на этапе 4
    - 2016: 12
    - 2018: 5;  Очковая классификация; Победа на этапах 2 и 8
    - 2019: 2; Победа на 7 этапе

### Чемпионаты
| Соревнование      | Соревнование | 2002 | 2003 | 2004 | 2005 | 2006 | 2007 | 2008 | 2009 | 2010 | 2011 | 2012 | 2013 | 2014 | 2015 | 2016 | 2017 | 2018 |
| Олимпийские игры  | RR           | —    | —    | 47   | —    | —    | —    | 12   | —    | —    | —    | 18   | —    | —    | —    | 30   | —    | —    |
| Чемпионат мира    | RR           | —    | 2    | 6    | 2    | 3    | 56   | 36   | 9    | —    | —    | 3    | 3    | 3    | 5    | —    | —    | 1    |
| Чемпионат Испании | ITT          | —    | —    | —    | —    | —    | —    | —    | —    | —    | —    | —    | 5    | 1    | —    | 3    | —    | 4    |
| Чемпионат Испании | RR           | —    | —    | 2    | —    | —    | 2    | 1    | 3    | —    | —    | —    | 6    | 2    | 1    | 4    | 2    | 2    |

### Многодневки
| Гонка               | 2002 | 2003 | 2004 | 2005 | 2006 | 2007 | 2008 | 2009 | 2010 | 2011 | 2012 | 2013 | 2014 | 2015 | 2016 | 2017 | 2018 | 2019 |
| Тур Даун Андер      | —    | —    | —    | —    | —    | —    | —    | —    | 19   | —    | 2    | —    | —    | —    | —    | —    | —    | —    |
| Париж — Ницца       | —    | —    | —    | 2    | —    | —    | —    | —    | 2    | —    | 3    | —    | —    | —    | —    | —    | —    | —    |
| Тиррено — Адриатико | 119  | —    | —    | —    | —    | —    | —    | —    | —    | —    | —    | —    | —    | —    | 18   | —    | —    | —    |
| Вуэльта Каталонии   | 34   | —    | 33   | 80   | —    | —    | —    | 1    | —    | —    | DNS  | DNF  | —    | 2    | —    | 1    | 1    | 10   |
| Тур Страны Басков   | 47   | 5    | 6    | 28   | 2    | 5    | —    | —    | 2    | —    | —    | —    | 5    | —    | —    | 1    | —    | —    |
| Тур Романдии        | 24   | —    | —    | —    | 3    | —    | —    | 4    | 1    | —    | —    | 9    | —    | —    | —    | —    | —    |      |
| Критериум Дофине    | —    | —    | —    | —    | 6    | DNF  | 1    | 1    | —    | —    | —    | 7    | —    | 9    | —    | 9    | —    |      |
| Тур Швейцарии       | —    | —    | —    | DNF  | —    | —    | —    | —    | —    | —    | 9    | —    | —    | —    | —    | —    | —    |      |

### Однодневки
| Монументальные          | 2002           | 2003           | 2004           | 2005           | 2006           | 2007 | 2008 | 2009 | 2010 | 2011 | 2012 | 2013 | 2014 | 2015 | 2016 | 2017 | 2018 | 2019 |
| Милан — Сан-Ремо        | —              | 54             | —              | 33             | 24             | —    | —    | —    | —    | —    | —    | —    | —    | 20   | 15   | —    | —    | 7    |
| Тур Фландрии            | —              | —              | —              | —              | —              | —    | —    | —    | —    | —    | —    | —    | 36   | —    | —    | —    | —    | 8    |
| Париж — Рубе            | —              | —              | —              | —              | —              | —    | —    | —    | —    | —    | —    | —    | —    | —    | —    | —    | —    | —    |
| Льеж — Бастонь — Льеж   | —              | —              | —              | 34             | 1              | 2    | 1    | 19   | 3    | 3    | DSQ  | 3    | 2    | 1    | 15   | 1    | 13   |      |
| Джиро ди Ломбардия      | —              | 39             | —              | 12             | DNF            | 6    | —    | —    | —    | —    | —    | 2    | 2    | 4    | 6    | —    | 11   |      |
| Классические            | 2002           | 2003           | 2004           | 2005           | 2006           | 2007 | 2008 | 2009 | 2010 | 2011 | 2012 | 2013 | 2014 | 2015 | 2016 | 2017 | 2018 | 2019 |
| Страде Бьянке           | не проводилась | не проводилась | не проводилась | не проводилась | не проводилась | —    | —    | —    | —    | —    | —    | 13   | 3    | 3    | 10   | —    | 4    | —    |
| Амстел Голд Рейс        | —              | —              | —              | 13             | 23             | 7    | 3    | —    | —    | —    | 22   | 2    | 4    | 2    | —    | 19   | 5    | 66   |
| Флеш Валонь             | —              | —              | —              | 40             | 1              | 2    | 21   | 7    | 8    | —    | 46   | 7    | 1    | 1    | 1    | 1    | 2    | 11   |
| Классика Сан-Себастьяна | —              | —              | 61             | 8              | 8              | 3    | 1    | 17   | —    | —    | 26   | 2    | 1    | 3    | 3    | —    | —    |      |